# Opakermoen
Opakermoen is een plaats in de Noorse gemeente Nes, fylke Akershus. Opakermoen telt 448 inwoners (2008) en heeft een oppervlakte van 0,49 km².